# Alosa curensis
Alosa curensis är en fiskart som först beskrevs av Suvorov, 1907.  Alosa curensis ingår i släktet Alosa och familjen sillfiskar. Inga underarter finns listade i Catalogue of Life.